# Pachygonidia
Genre
Pachygonidia est un genre de lépidoptères de la tribu des Dilophonotini (sous-famille des Macroglossinae, famille des Sphingidae).

## Répartition
Amérique centrale et Nord de l'Amérique du Sud.

## Systématique
- Le genre Pachygonidia a été créé en 1982 par l'entomologiste britannique David Stephen Fletcher (d) (1919-2002)[1].
- Son espèce type est Pachygonidia caliginosa (Boisduval, 1870)

### Synonymie
- Pachygonia Felder, 1874 (nom déjà donné Pachygonia Huxley, 1864 (Amphibien fossile))[2].

### Liste des espèces
- Pachygonidia caliginosa (Boisduval, 1870) espèce type pour le genre
- Pachygonidia drucei (Rothschild & Jordan, 1903)
- Pachygonidia hopfferi (Staudinger, 1875)
- Pachygonidia martini (Gehlen, 1943)
- Pachygonidia mielkei Cadiou, 1997
- Pachygonidia odile Eitschberger & Haxaire, 2002
- Pachygonidia ribbei (Druce, 1881)
- Pachygonidia subhamata (Walker, 1856)

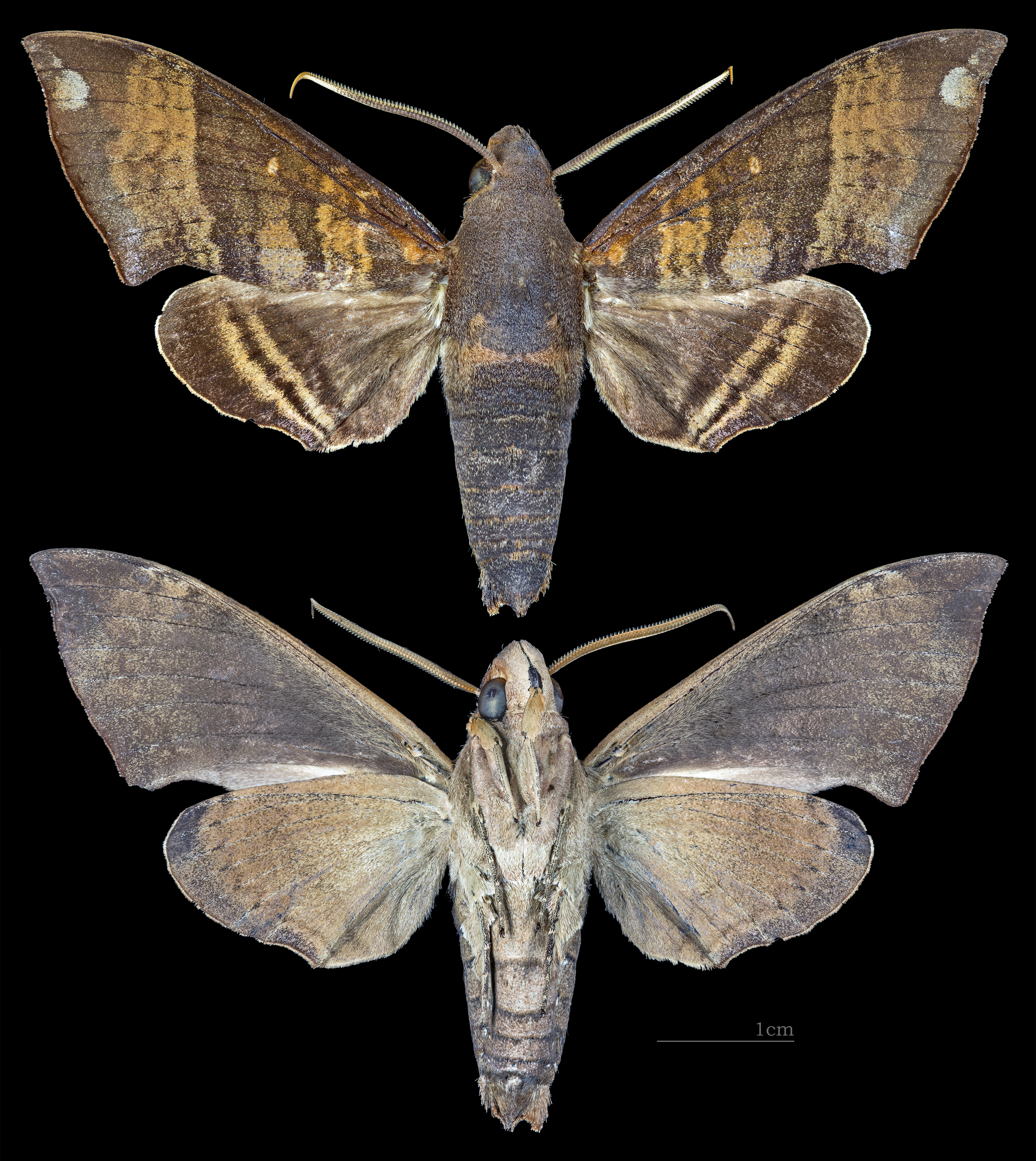
Pachygonidia caliginosa
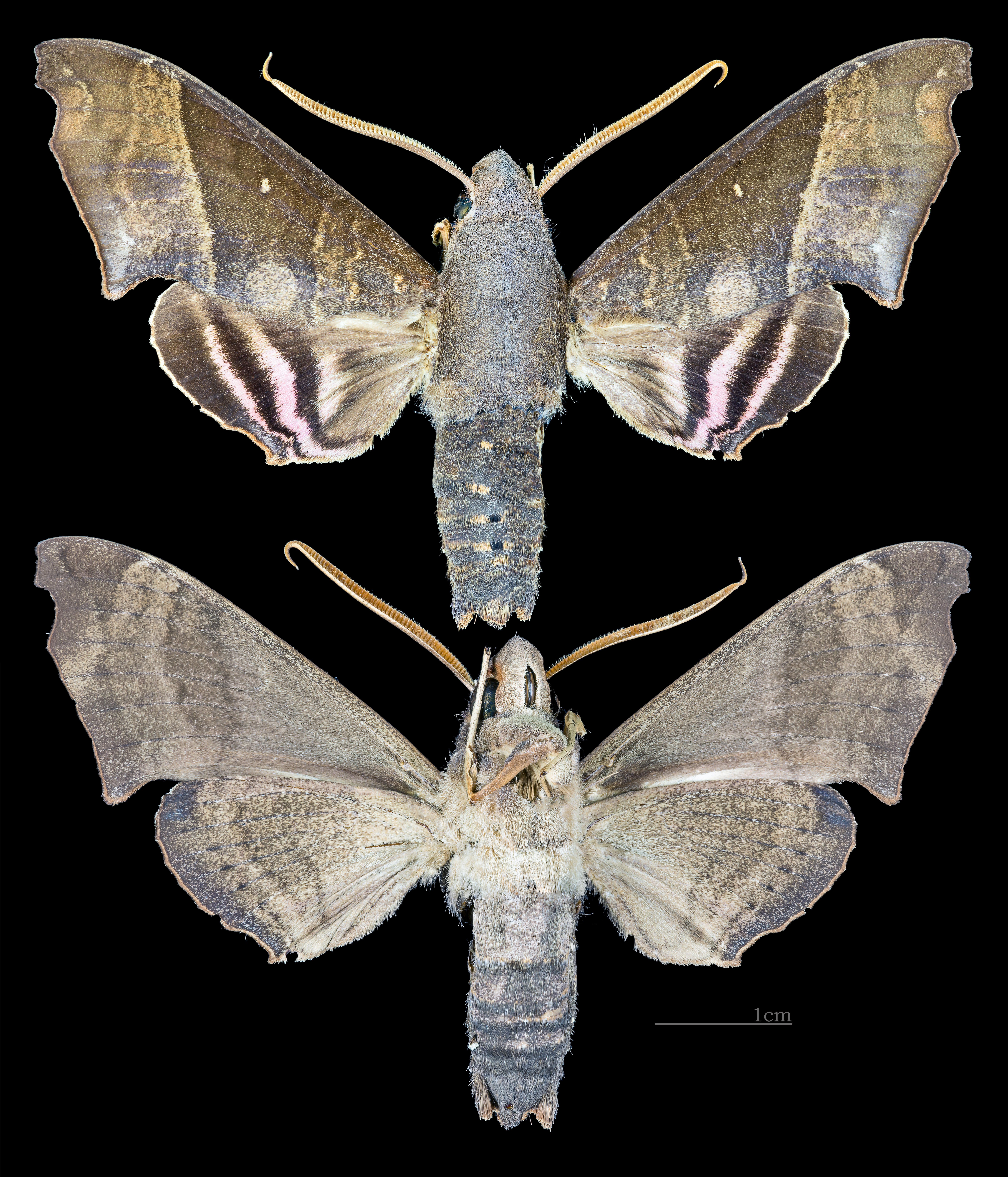
Pachygonidia hopfferi
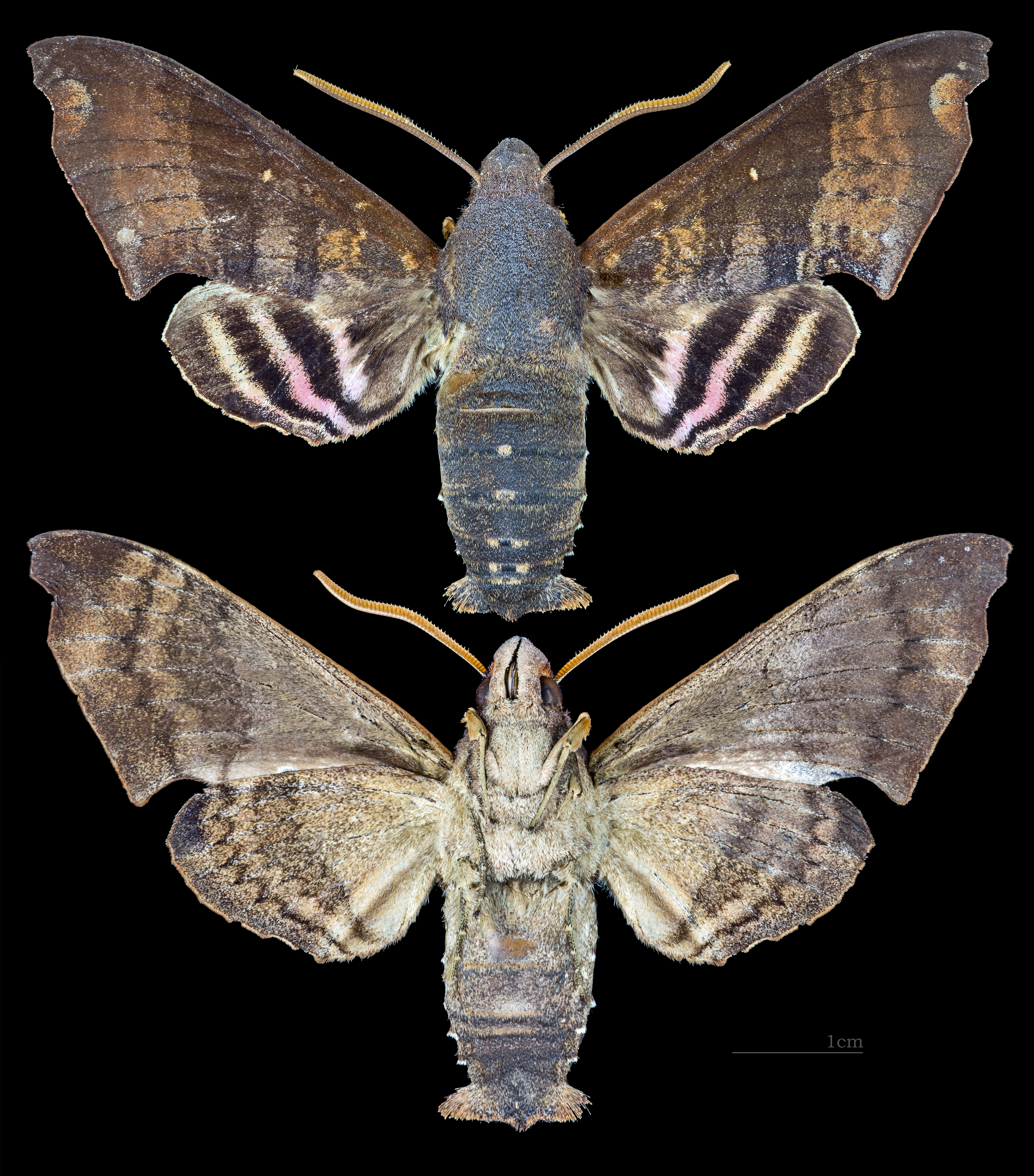
Pachygonidia martini
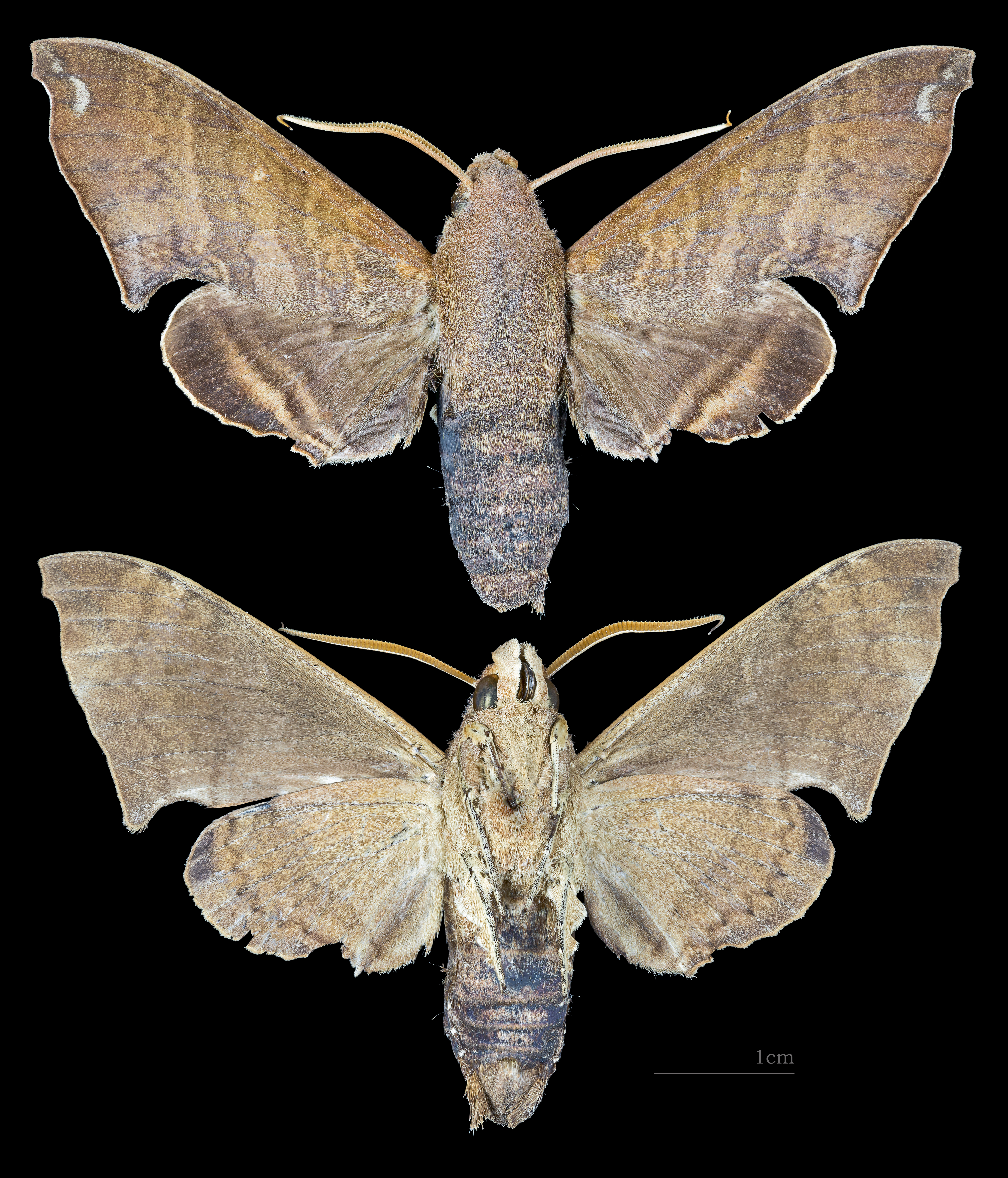
Pachygonidia subhamata